# 10 př. n. l.

## Události
- probíhá tzv. Panonská válka (14 př. n. l. – 9 př. n. l.)

## Narození
- 1. srpna – Claudius, římský císař († 13. října 54)

## Hlavy států
- Římské impérium – Augustus (27 př. n. l. – 14)
- Parthská říše – Fraatés IV. (38 – 2 př. n. l.)
- Čína – Čcheng-ti (dynastie Západní Chan)